# Territorio proprio
Territorio proprio (in latino Territorium proprium) è l'espressione con cui, nella Chiesa cattolica, si definisce il territorio su cui il patriarca esercita validamente la sua potestà, ossia lo storico territorio di nascita della Chiesa patriarcale.

## Normativa canonica

### Definizione
Il codice dei canoni delle Chiese orientali definisce il territorium proprium di una Chiesa patriarcale al canone 146, §1:
A norma del canone 152 dello stesso codice, ciò che viene detto per la Chiesa patriarcale, vale anche per le Chiese arcivescovili maggiori e gli arcivescovi maggiori. Il codice non dice nulla circa il territorium proprium delle Chiese metropolitane sui iuris e delle altre Chiese sui iuris.
In base alla definizione proposta dal codice dei canoni delle Chiese orientali, il territorium proprium si definisce in base a due elementi:
- la presenza sul territorio di una comunità di fedeli accomunati dallo stesso rito liturgico;
- il diritto di giurisdizione dei patriarchi, legittimamente acquisito dalla storia e dalla tradizione.

### Prerogative
La potestà del patriarca e dell'arcivescovo maggiore, «ordinaria e propria», è esercitata validamente solo entro i confini del territorio proprio, ossia della Chiesa patriarcale o arcivescovile maggiore che presiedono.
Fuori dal territorium proprium, i patriarchi e gli arcivescovi maggiori non possono erigere eparchie, sedi metropolitane, esarcati, o nominare vescovi, che sono tutte prerogative della Santa Sede.
Il canone 78, §2 del codice dei canoni delle Chiese orientali prevede la possibilità di eccezioni alla regola stabilita. Infatti il codice elenca diversi casi in cui la potestà del patriarca o dell'arcivescovo maggiore può essere esercitata fuori dal territorio proprio. Alcuni esempi:
- possibilità di ordinare e intronizzare metropoliti ed eparchi (canone 86, §2);
- il dovere di prendersi cura dei fedeli della propria Chiesa che dimorano fuori dal territorium proprium, anche con la nomina di un visitatore (canone 148, §1);
- accettazione della promessa di obbedienza dei vescovi chiamati ad esercitare il loro ministero fuori dal territorium proprium (canone 187, §2);
- diritto del patriarca o dell'arcivescovo maggiore di ricevere ogni cinque anni la relazione sullo stato di un'eparchia costituita fuori dal territorium proprium (canone 206, §2);
- possibilità di celebrare matrimoni di fedeli del proprio rito in tutto il mondo (canone 829, §2).